# 15 d'Àries
15 d'Àries (15 Arietis) és una estrella de la constel·lació d'Àries. Té una magnitud aparent de +5,68.